# 18. SS-Freiwilligen-Panzergrenadier-Division Horst Wessel
De 18. SS Freiwilligen-Panzergrenadier-Division Horst Wessel was een divisie van de Waffen-SS. De divisie werd opgericht in december 1943 en gaf zich over aan de Sovjets in mei 1945.
De divisie heeft tijdens haar hele bestaan op de Balkan gediend en deelgenomen aan acties tegen de partizanen en tegen de Sovjets. Het embleem van de divisie was een getrokken zwaard.

## Geschiedenis

### Oprichting en formatie
De divisie werd in december 1943 gevormd met de 1e SS Infanterie-Brigade als kern. Deze brigade bestond tegen die tijd al voor het grootste deel uit Volksduitsers. Hitler beval dat de divisie moest uitgebouwd worden met vrijwilligers van de SA en de naam Horst Wessel moest dragen. Hoewel de titel werd aanvaard, zou het grootste deel van de rekruten niet uit SA'ers bestaan. Dit was voor een groot deel te wijten aan de vijandigheid die tussen SA en SS heerste en terug te trekken was tot de Nacht van de Lange Messen, waarin de SS topofficieren van de SA had vermoord. Een alternatieve bron van rekruten werd echter gevonden in de Volksduitsers van Hongarije. Vanaf april 1944 werd de dienstplicht voor de SS ingevoerd, waardoor het voorvoegsel ‘Freiwilligen’ overbodig werd. De divisie zou maar compleet zijn tegen november 1944, maar verschillende onderdelen werden voor die datum al in de strijd geworpen.

### Wapenfeiten in de periode 1944-1945
Eind maart trokken de eerste elementen van de divisie ten strijde tijdens Operatie Margarethe, samen met onderdelen van de SS divisies Florian Geyer en Reichsführer SS. Deze operatie had tot doel om het regime van admiraal Horthy in Hongarije ten val te brengen en daarmee het Hongaarse bondgenootschap veilig te stellen. Andere onderdelen werden beschikbaar gesteld voor acties tegen de partizanen in Kroatië van april tot juni 1944.
Toen de Sovjets in de zomer van 1944 de linies van Legergroep Midden begonnen te doorbreken, werd een kampfgruppe van de divisie waaronder SS Panzergrenadier-Regiment 40 naar Galicië gezonden om de linies daar gesloten te houden. In juli hielp de kampfgruppe enkele Duitse divisies te ontsnappen uit de zak van Brody. De volgende maand vocht de 18. SS ten zuiden van Lvov en liep daar ernstige verliezen op, veroorzaakt door zowel de Sovjets als de partizanen. Een bataljon van de kampfgruppe nam ook deel aan acties tegen de Slowaakse opstand in diezelfde maand.
Vanaf de herfst van 1944 werd de divisie ingezet aan het front in Hongarije tegen de Sovjets. Tijdens de slag om Boedapest wordt de divisie tijdens zware gevechten naar het noorden gedreven, waar ze ook ingezet werd als waakhond voor de Duitse bondgenoten. Vooral de Hongaren hebben dan genoeg van de oorlog.
Uiteindelijk werd de divisie ingezet in het gebied rond Breslau, waar in mei 1945 het grootste deel van de divisie zich overgaf aan de Sovjets nabij Doksy. Kleine groepjes wisten echter nog de Amerikaanse linies te bereiken en gaven zich daar over.

## Bekende oorlogsmisdaden
Zeven officieren van de divisie hebben gediend in de concentratiekampen. Eén officier heeft gediend in de Einsatzgruppen. Deze getallen bevatten ook de officieren die voor of na hun dienst bij de divisie in de kampen hebben gediend.

## Commandanten
| Commandant                               | Begindatum      | Einddatum       |
| ---------------------------------------- | --------------- | --------------- |
| SS-Brigadeführer August-Wilhelm Trabandt | 25 januari 1944 | 3 januari 1945  |
| SS-Gruppenführer Josef Fitzthum          | 3 januari 1945  | 10 januari 1945 |
| SS-Oberführer Georg Bochmann             | 10 januari 1945 | ?? maart 1945   |
| SS-Standartenführer Heinrich Petersen    | ?? maart 1945   | 8 mei 1945      |

## Samenstelling
- Stab der Division
- SS-Panzergrenadier-Regiment 39
- SS-Panzergrenadier-Regiment 40
- SS-Artillerie-Regiment 18
- SS-Panzer-Aufklärungs-Abteilung 18
- SS-Panzer-Abteilung 18
- SS-Panzerjäger-Abteilung 18
- SS-Flak-Abteilung 18
- SS-Nachrichten-Abteilung 18
- SS-Pionier-Bataillon 18
- SS-Verwaltungstruppen-Abteilung 18
- SS-Wirtschafts-Bataillon 18
- SS-Nachschub-Truppen 18
- SS-Instandsetzungs-Abteilung 18
- SS-Feldgendarmerie-Abteilung 18
- SS-Feldersatz-Bataillon 18
- SS-Sanitäts-Abteilung 18